# Michael Laudrup
Michael Laudrup (Frederiksberg, 15 de Junho de 1964) é um ex-futebolista que atuava como meia-armador e atual treinador dinamarquês. Atualmente, está sem clube.
É considerado o melhor da história de seu país. Johan Cruijff, que foi seu técnico no Barcelona, declarou que Laudrup teria sido o Rei da década de 1990 no futebol se encarasse a bola "como um faminto na frente de um prato de comida".
Seu irmão caçula, Brian Laudrup, seguiria seus passos (por sua vez inspirados nos do pai, Finn, que também jogou futebol) e também tornou-se jogador. Os mesmos passos foram seguidos por seus filhos, Mads e Andreas, assim como seu sobrinho, Nicolai.

## Carreira

### Como jogador

#### Início
Ainda com treze anos, o jovem Laudrup foi sondado pelo Ajax, um dos grandes times europeus da década de 1970. Entretanto, seu pai o achava muito jovem para sair do país e não permitiu que fosse treinar nos juvenis da equipe neerlandesa. Naquela idade, acabou parando nos juvenis do pequeno Kjøbenhavns, onde quatro anos depois iniciou a carreira profissional. Uma temporada depois e já estava no Brøndby, um dos grandes clubes do país.

#### Itália
Ele, que já havia passado pelo Brøndby nas divisões de base da equipe, também ficaria uma temporada nela. Seria comprado pela Juventus. Pelo limite de dois estrangeiros no clube (o francês Michel Platini e o polonês Zbigniew Boniek; o samarinês Massimo Bonini era considerado italiano), teve de ser emprestado à Lazio. Passaria dois anos na equipe romana, onde teve de conviver com ameaças de rebaixamento. Apenas com a transferência de Boniek para a Roma em 1985 é que a Juve finalmente o chamou de volta.
Em sua primeira temporada a de 1986-87, sofreu com lesões, e seu time não conquistou troféus. A segunda foi mais complicada: Platini havia aposentado-se e as responsabilidades de liderar a equipe de Turim caíram sobre os ombros do jovem de 23 anos que brilhara na Copa do Mundo de 1986.
O jejum de conquistas continuou e Laudrup acabou vendido ao Barcelona em 1989.

#### Ídolo nos rivais espanhóis
O clube catalão vivia em decadência: desde 1960 até aquele momento, conquistara apenas dois campeonatos espanhóis e perdera duas Copa dos Campeões da UEFA sendo o time favorito - em 1961, para o Benfica, e em 1986, para o Steaua Bucareste, nesta ocasião dentro da Espanha. Na época, Laudrup estava saindo de um dos melhores times da Europa para uma equipe desacreditada. Mas ali ele se encaixaria perfeitamente no esquema ditado pelo técnico Johan Cruijff. Seria também um dos estrangeiros permitidos, desta vez três, ao lado do neerlandês Ronald Koeman e do búlgaro Hristo Stoichkov.
Laudrup tornou-se ídolo, participando do renascimento do Barça no cenário doméstico, com quatro títulos seguidos na Liga Espanhola a partir de 1990; e internacional, com a primeira conquista do clube na Copa dos Campeões, em 1992. Desde 1993, a vaga de três estrangeiros foi alternada entre os três já presentes no clube e o recém-contratado brasileiro Romário. Na decisão da Copa dos Campeões de 1994, Laudrup acabaria sendo o não-escalado - a equipe acabaria goleada por 0 x 4 para o Milan. O arquirrival Real Madrid soube se aproveitar da provável insatisfação do dinamarquês e o contratou, para reagir à ascensão do Barcelona. Curiosamente, tornou-se colega daquele que fora seu carrasco especialmente na Copa de 1986, Emilio Butragueño.
Em sua primeira temporada na equipe merengue, conseguiu individualmente seu quinto título espanhol seguido. Além disso, inspirou uma goleada de 5 x 0 sobre o ex-clube, devolvendo uma derrota pelo mesmo placar que ele, pelo Barcelona, impusera no Real na temporada anterior, o que só fez aumentar o rancor da torcida blaugrana em relação a ele, que declarou: "Senti o ódio entre os dois times em meus ossos quando troquei o Barcelona pelo Real Madrid". Uma amostra do sentimento foi exposta a ele também pelo seu técnico Jorge Valdano, após o primeiro confronto de Laudrup contra o Barça no Camp Nou: "Hoje percebi o quanto eles te adoravam por perceber o quanto eles te odeiam agora".
A segunda temporada de Laudrup no Real acabou não sendo tão boa. A equipe entrou em crise que resultou na demissão de Valdano, e ainda viu o rival Atlético de Madrid conseguir o dublete nos títulos do Espanhol e da Copa do Rei. Laudrup, já com 32 anos, acabou cedido ao Vissel Kobe; os estrangeiros do Real seriam o brasileiro Roberto Carlos, o alemão Bodo Illgner e o croata Davor Šuker.

#### Aposentadoria
Após um ano escondido no Japão, Laudrup transferiu-se justamente para a equipe que lhe quisera vinte anos antes, o Ajax. Passou uma temporada no clube de Amsterdã, a de sua aposentadoria, mas o suficiente para vencer o Campeonato Neerlandês e a Copa dos Países Baixos, esta com direito a um 5 x 0 no arquirrival PSV Eindhoven.

#### Seleção Dinamarquesa
Laudrup estreou pela Dinamarca em 1982, quando ainda estava no Brøndby. Dois anos depois, figurou na Eurocopa 1984. O país avançou às semifinais, caindo nos pênaltis contra a Espanha. Laudrup acertou a sua cobrança.
Em 1986 é que apareceria ao mundo, na Copa do Mundo de 1986, apesar de ter ido ao mundial credenciado com o título italiano na Juventus. A desconhecida Dinamáquina realizara uma primeira fase irrepreensível, com vitórias sobre Escócia, Alemanha Ocidental e Uruguai, esta com um 6 x 1 em que ele marcou um dos gols. O mesmo planeta que se encantou com os nórdicos nada entendeu quando eles foram batidos nas oitavas-de-final por um 5 x 1 da mesma burocrática Espanha. Quem brilhou ali foi Butragueño, com quatro gols no jogo.
Dois anos depois, outra vez a Espanha derrotaria a Dinamarca na Eurocopa 1988, desta vez por 3 x 2. Laudrup marcou um dos gols na partida, e Butragueño também. O país faria feio e despediria-se do torneio com três derrotas em três jogos. O país não se classificou para a Copa do Mundo de 1990 e a Eurocopa 1992, torneio ao qual foi como convidado pela exclusão da Iugoslávia. Laudrup, brigado com o técnico Richard Møller Nielsen, acabaria não sendo chamado - quem foi para a Euro foi seu irmão, Brian Laudrup. Ironicamente, os escandinavos terminariam campeões na única competição entre 1984 e 1998 em que foram sem seu principal nome. Devido ao título, a Dinamarca foi convidada pelo Rei Fahd da Arábia Saudita para competir na edição de 1995 do torneio que levava o nome do monarca. Os irmãos Laudrup foram pela primeira vez juntos a uma competição, que venceram. A Copa Rei Fahd seria o embrião da atual Copa das Confederações.
O país não havia se classificado para a Copa do Mundo de 1994 e, na Eurocopa 1996, acabaria eliminado na primeira fase, mesmo somando quatro pontos. Michael Laudrup, doze anos após 1986, finalmente pôde jogar sua segunda Copa no mundial de 1998. Além de ser o único remanescente da Dinamáquina de 1986, continuou a ser o dínamo da nova equipe: se antes se caracterizava pela velocidade, em 1998 municiou os companheiros, liderando os nórdicos ao lado dos veteranos Brian Laudrup e Peter Schmeichel. Despediu-se da Dinamarca ao fim do torneio, sendo considerado por Carlos Alberto Parreira o jogador que melhor fez assistências no mundial:  cinco dos nove gols dinamarqueses tiveram sua participação, além de ter marcado um, de pênalti, na primeira fase, em derrota por 1 x 2 para os anfitriões franceses.
Sua última partida pela seleção foi nas quartas-de-final, na derrota para o Brasil, em um dos jogos tidos como dos mais emocionantes daquela edição, e que deixou a sensação de que os dinamarqueses mereciam melhor sorte. Os brasileiros seriam as últimas vítimas de suas cobranças de falta 
- em uma delas, surgiu, logo no início da partida, o primeiro dos dois gols da Dinamarca no jogo.

### Como treinador

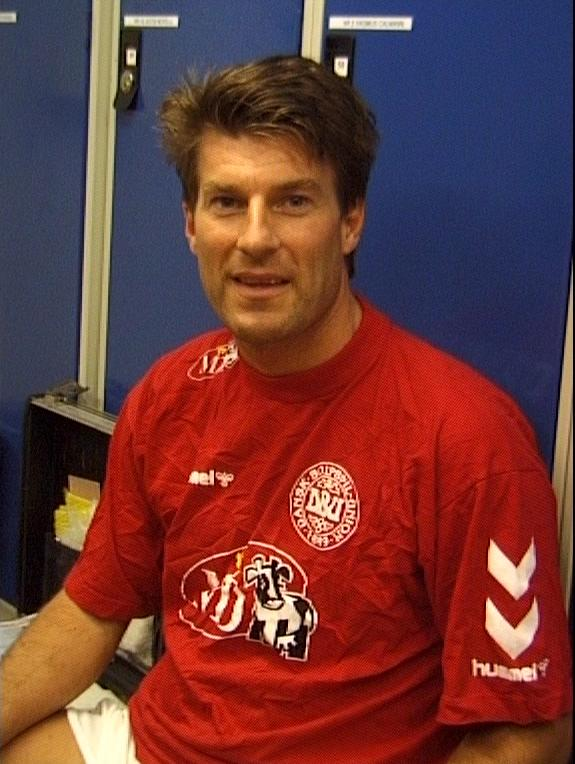
Laudrup na comissão técnica da Seleção Dinamarquesa, em 2000.

Laudrup, planejando a nova carreira, integrou a comissão técnica da Seleção Dinamarquesa entre 2000 e 2002, auxiliando seu ex-colega Morten Olsen, então técnico. A primeira equipe treinada por Laudrup foi seu ex-clube do Brøndby, já em 2002. Ficaria até 2006, ganhando duas Copas da Dinamarca e um Campeonato Dinamarqueês - títulos que ele não conseguira faturar como jogador do time.
Em 2007, voltou a Madrid, agora para treinar o pequeno Getafe. No clube dos subúrbios da capital espanhola, fez um bom trabalho, levando-o a uma honrosa campanha na Copa da UEFA da temporada 2007/08. A equipe só foi eliminada nas quartas-de-final, de dramática maneira frente ao poderoso Bayern Munique. Também fora finalista na Copa da Espanha, a segunda consecutiva do time, mas terminou com o vice-campeonato, após derrota para o Valencia, treinado por seu ex-companheiro de Barcelona, Ronald Koeman.
Em 2008, aceitou convite do Spartak Moscou com a missão de levar o clube, o mais vitorioso do Campeonato Russo, de volta ao título, que não vem desde 2001. Entretanto, pouco conseguiu e acabou dispensado no ano seguinte.
Retornou à Espanha em 2010, dessa vez para treinar o Mallorca. Em sua primeira temporada, o dinamarquês salvou o clube espanhol do rebaixamento à segunda divisão.
Em 2012, com a saída de Brendan Rodgers para o Liverpool, o Swansea City assinou um contrato com Laudrup para comandar o time principal por duas temporadas.
Na metade da temporada de 2013-14, foi dispensado do comando técnico do Swansea, após resultados ruins na Premier League.

## Títulos

### Títulos como Jogador
Juventus
- Copa Intercontinental: 1985
- Serie A: 1985–86

Barcelona
- Copa del Rey: 1989–90
- La Liga: 1990–91, 1991–92, 1992–93 e 1993–94
- Supercopa da Espanha: 1991 e 1992
- Liga dos Campeões da UEFA: 1991–92
- Supercopa da UEFA: 1992

Real Madrid
- La Liga: 1994–95

Ajax
- Eredivisie: 1997–98
- Copa dos Países Baixos: 1997–98

Dinamarca
- Copa das Confederações FIFA: 1995

### Títulos como Treinador
Swansea City
- Copa da Liga Inglesa: 2012–13

### Prêmios individuais
- Futebolista Dinamarquês do Ano: 1982, 1985
- Melhor Jogador Estrangeiro da La Liga: 1991–92
- Equipe do Ano ESM: 1994–95[carece de fontes?]
- FIFA XI (reserva): 1996[carece de fontes?]
- Equipe das Estrelas da Copa do Mundo FIFA: 1998[10]
- Melhor Jogador Estrangeiro no Futebol Espanhol nos últimos 25 anos: 1974–1999[11]
- Jogador de Ouro da UEFA (Melhor Jogador Dinamarquês dos últimos 50 Anos): 2003
- FIFA 100[12]
- Melhor Jogador da Dinamarca de Todos os Tempos : 2006[11]
- Melhor Jogador da Escandinávia: 2015[13]
- Hall da Fama do Futebol Dinamarquês
- Os 100 Maiores Jogadores de Futebol de Todos os Tempos (World Soccer)[carece de fontes?]
- 55.º melhor jogador de futebol do século XX da IFFHS[carece de fontes?]